# Black Tape for a Blue Girl
Black Tape for a Blue Girl är ett amerikanskt darkwave-band som bildades 1986 av Sam Rosenthal, keyboardist och grundare av skivbolaget Projekt Records. Deras musik  har inslag av darkwave, ethereal, ambient, neoclassical, and dark cabaret. Deras mest kända album är The Scavenger Bride, men det som är mest omtyckt hos fansen är Remnants of a Deeper Purity.[källa behövs]

## Medlemmar
| Oscar Hererra – Sång.              |
| Brett Helm – Sång.                 |
| Lisa Fleur – Flöjt och sång.       |
| Michael Laird – Gitarr och sång.   |
| Elysabeth Grant – Violin och sång. |
| Sam Rosenthal – Keyboard.          |

## Diskografi
| Releaseår | Titel                                                                    | Skivbolag |
| 1986      | The Rope                                                                 | Projekt   |
| 1986      | Before the buildings fell                                                | Projekt   |
| 1987      | Mesmerized by the sirens                                                 | Projekt   |
| 1989      | Ashes in the brittle air                                                 | Projekt   |
| 1991      | A chaos of desire                                                        | Projekt   |
| 1993      | This lush garden within                                                  | Projekt   |
| 1996      | The first pain to linger                                                 | Projekt   |
| 1996      | Across a thousand blades - a retrospective                               | Projekt   |
| 1996      | Remnants of a Deeper Purity                                              | Projekt   |
| 1997      | With my sorrows                                                          | Projekt   |
| 1998      | Maxi-cd                                                                  | Projekt   |
| 1999      | As one aflame laid bare by desire                                        | Projekt   |
| 2002      | The scavenger bride                                                      | Projekt   |
| 2003      | With a million tear-stained memories (2-CD)                              | Projekt   |
| 2004      | The Scarecrow (cd-single)                                                | Projekt   |
| 2004      | PROMO16 / 2002 sampler                                                   | Projekt   |
| 2004      | Tarnished (cd-single)                                                    | Projekt   |
| 2004      | Halo Star                                                                | Projekt   |
| 2005      | A Dark Cabaret - Samlingsskiva där Black Tape For A Blue Girl medverkade | Projekt   |